# Rachid Natouri
Rachid Natouri (* 26. Februar 1946 in Béjaïa; † 13. Mai 2017) war ein algerischer Fußballspieler.

## Sportlicher Werdegang
Natouri kam 1963 zum damaligen Zweitligisten AS Angoulême nach Frankreich, über US Marignane wechselte er 1967 innerhalb der Division 2 zum EAC Chaumont. Da der Klub jedoch am Ende der Spielzeit keine Lizenz erhielt und in den Amateurbereich abstieg, zog er zur US Boulogne weiter. Dort machte der talentierte Offensivspieler, der sich währenddessen in den Kreis der algerischen Nationalmannschaft gespielt hatte, aber zwischen 1968 und 1970 nur sporadisch für die „Fenneks“ eingesetzt wurde, höherklassig auf sich aufmerksam und wurde Anfang 1971 zum FC Metz in die Division 1 transferiert. Mit dem Klub platzierte er sich in den folgenden beiden Jahren als Tabellenachter und -vierzehnter im Mittelfeld der Meisterschaft.
1972 ging Natouri zurück in die zweithöchste Spielklasse, wo er zunächst eine Spielzeit für Troyes Aube Football auflief. Bei seiner anschließenden Station AC Ajaccio blieb er zwei Jahre, wobei der Klub 1974 seine Profilizenz abgegeben hatte und in den Amateurbereich abstieg. 1975 wechselte er zur AS Aix-en-Provence, ehe er 1977 zur AAJ Blois weiterzog. Mit dem Verein stieg er 1978 in die Division 2 auf, zwei Jahre später beendete Rachid Natouri dort seine aktive Laufbahn.